# مازانكا

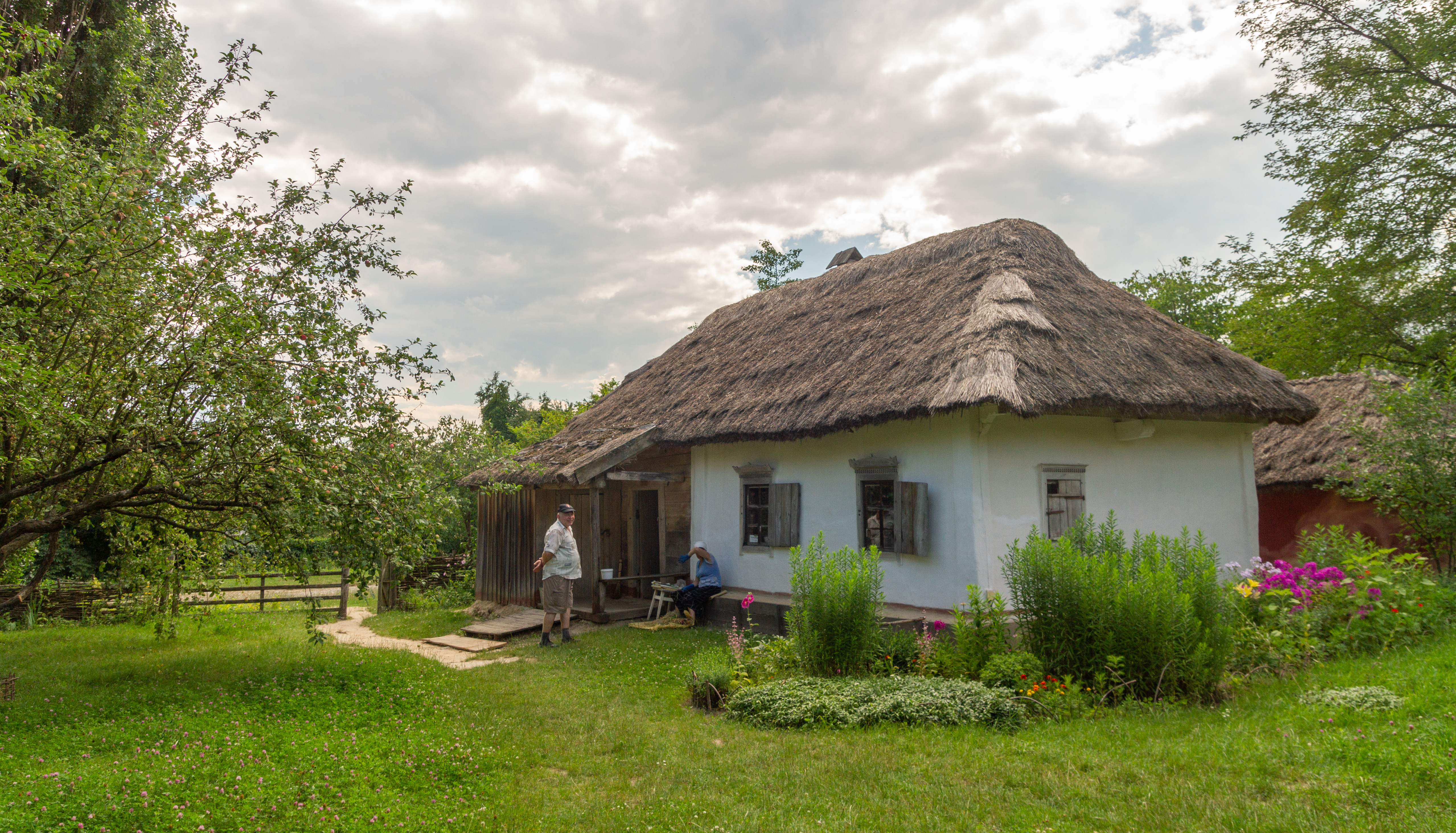
مازانكا الأوكرانية، متحف بيروهيف، مقاطعة كييف

مازانكا (بالأوكرانية: мазанка)‏: هو مسكن ريفي أوكراني تقليدي. المنزل مصنوع من الصلصال أو الطابوق الخام أو الحطب (للسقف)، ومغطى بالصلصال الممزوج بالروث أو أي مادة عضوية أخرى (تقنية اللَبِن). تم رش الجدران لاحقًا بـبياض الجير. تاريخيًا، كان منتشرًا على نطاق واسع في أوكرانيا وغيرها من المناطق التي بها أقلية أوكرانية مُعتبرة (مثل كوبان)، والتي كانت مرتبطة بالظروف الطبيعية، حيث لم يكن هناك الكثير من الغابات، وكذلك أي خشب للبناء. تم بناء منازل مشابهة للمازانكا أيضاً في القوقاز، حيث كانت تعرف باسمتورلوك( الحسيكة).

## البناء
لتحضير الصلصال للمسكن المستقبلي، كان يتم عمل دائرة كبيرة، حيث يضع الناس الطين والرمل، يُصب الماء في الوسط، والقش في الأعلى. عادة ما كان يُستخدم قش القمح، وكلما كان الجذع أكثر سمكًا، كان يُعتبر أفضل. ثم يتم عجن الطين. ولم يكن من المنطقي استخدام المجارف أو أي شيء آخر، لذلك يتم دهسه بالأقدام، وكثيرًا ما تُستخدم الخيول. يبدأ التحريك من مركز الكومة إلى الحافة، مع إضافة الماء أو القش شيئًا فشيئًا حسب الحاجة. غالبًا ما يتم إضافة روث الخيول أو البقر الطازج كمادة ملدنة. نتيجة للعجن، يتم تشكيل كتلة متجانسة، أشبه بالعجين، والشيء الرئيسي هو أنها ليست سائلة للغاية.

## تكنولوجيا

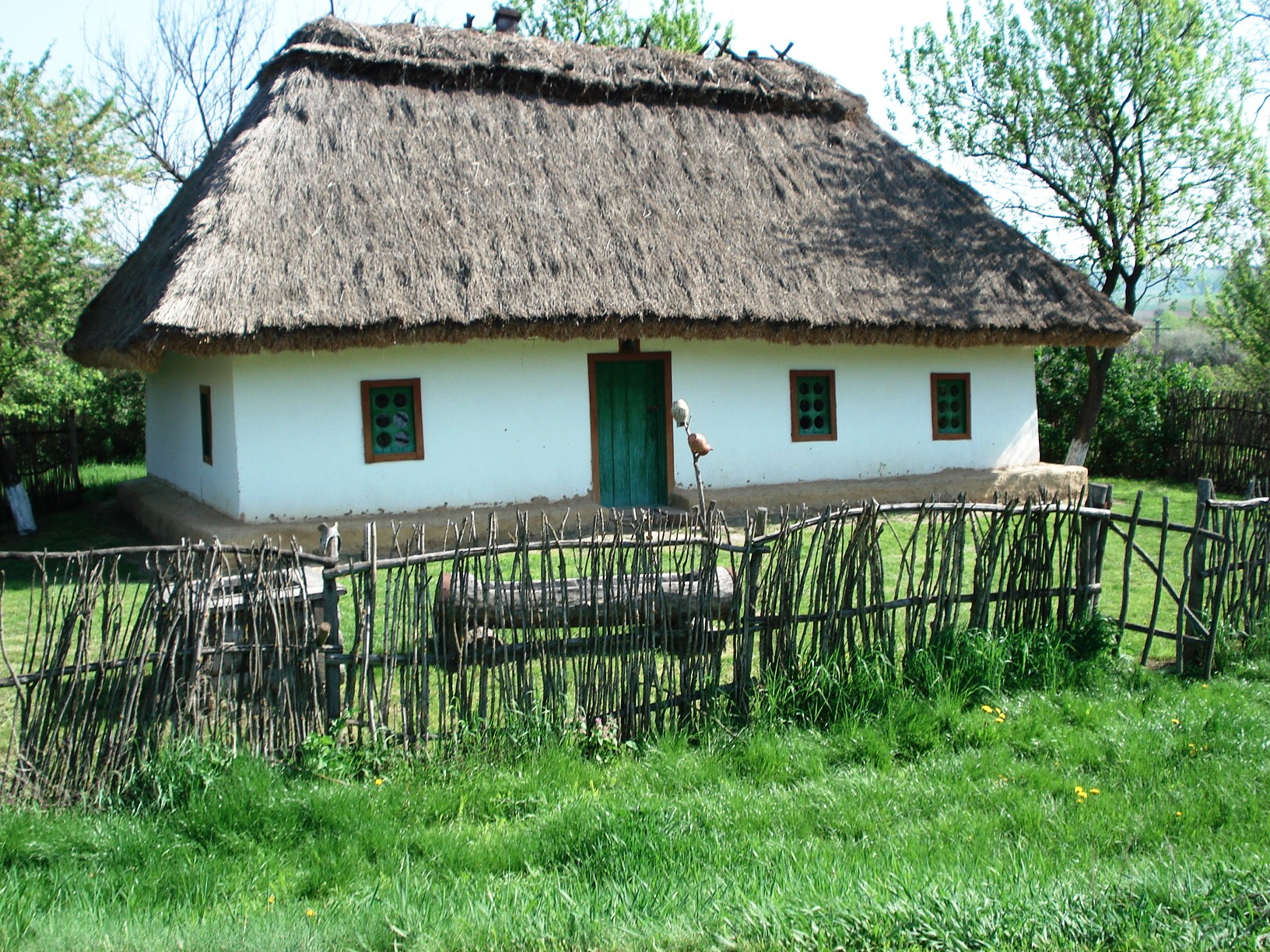
مازانكا في سوبوتيف، مقاطعة تشيركاسي

تكونت جدران المازنكا من هيكل خشبي. تم ملئ الفراغ بين المحاريث والريجلز (الخلايا) بكتل من الطين الممزوج بالقش أو القصب (لفات)، أو تم تغطية الجدران المحبوكة بهذه المادة؛ عُرفت هذه العمليات باسم "المسيرة".
بعد التجصيص والتجفيف، كان يتم تبييض الجدران بالجير أو الطباشير أو الصلصال الأبيض.
سُمي الكوخ ذو الجدران المحبوكة من الأخشاب والمغطاة بالطين "خفوروستيانكا"khvorostianka(بالأوكرانية: хворостянка)‏ [بحاجة لمصدر].
كان يمكن أيضًا تجصيص المنازل الخشبية (خصوصاً، المفرومة "في الشول") بالصلصال. حتى يلتصق محلول الطين بشكل أفضل، كان يتم تسمير الجدران- كان يتم دق الأوتاد والمسامير فيها (فيما يُشبه تثبيت رقائق الخشب قبل التجصيص).
وكان من أكثرها شيوعًا منزلًا على محاريث، كانت جدرانه مغطاة بالقصب ومغطاة بالطين والقش. وتم تقسيم المواد إلى: خشبية ومحبوكة وقش وقصب.

## الاسم
حصل هذا النوع من المنازل على اسممازانكا من كلمة مازاتي(بالأوكرانية: мазати)‏: أن يدهن ويُشحم وأن يُجصص بملاط الطين).

## أنظر أيضا
- هيكل خشبي
- شاليه
- عزبة